# Paralobopoma
Paralobopoma is een geslacht van rechtvleugeligen uit de familie veldsprinkhanen (Acrididae). De wetenschappelijke naam van dit geslacht is voor het eerst geldig gepubliceerd in 1914 door Rehn.

## Soorten
Het geslacht Paralobopoma omvat de volgende soorten:
- Paralobopoma bugoiensis Rehn, 1914
- Paralobopoma gracilis Ramme, 1929
- Paralobopoma sjostedti Ramme, 1931
- Paralobopoma viridifrons Jago, 1983